# 1988년 하계 올림픽 사우디아라비아 선수단
사우디아라비아는 1988년 9월 17일부터 10월 2일까지 대한민국 서울에서 열린 제24회 하계 올림픽에 참가했다.

## 출전 선수
| 종목 | 남자 | 여자 | 전체 |
| ---- | ---- | ---- | ---- |
| 양궁 | 2    | 0    | 2    |
| 육상 | 6    | 0    | 6    |
| 사격 | 1    | 0    | 1    |
| 전체 | 9    | 0    | 9    |

## 같이 보기
- 올림픽 사우디아라비아 선수단